# SV Amicitia 1900 Forst
SV Amicitia 1900 Forst was een Duitse voetbalclub uit de stad Forst.

## Geschiedenis
De club werd in 1900 opgericht als FC Amicitia 1900 Forst. De club speelde vanaf 1904/05 in de tweede klasse van de Nederlausitzse competitie. De club werd kampioen, maar er was dat jaar geen promotie. Nadat de club zich in 1906 terug trok uit de competitie, meldden ze zich een jaar later wel weer aan. In 1910 werd de club derde in de competitie en door uitbreiding van de eerste klasse promoveerde de club, Amicitia kreeg de voorkeur op FC Hohenzollern 1901 Forst, dat tweede geëindigd was, met wel een wedstrijd meer gespeeld. Het volgende seizoen werd de club laatste in de hoogste klasse en degradeerde. Na één seizoen keerde de club terug en werd nu voorlaatste. Door het uitbreken van de Eerste Wereldoorlog lag de competitie enkele jaren stil. In het eerste naoorlogse seizoen werd de club tweede achter FC Viktoria Forst, al werd de competitie niet volledig uitgespeeld. Na nog een derde plaats in 1921 werd de naam in SV Amicitia Forst gewijzigd. Hierna gingen de resultaten bergaf. In 1923 moest de club zich van het behoud verzekeren na een testwedstrijd tegen MTV Guben. Twee jaar later werd de competitie hervormd en moest de club degraderen, ondanks een zesde plaats op acht clubs. Na enkele rustige jaren nam de club in 1929 deel aan de promotie-eindronde en werd daar tweede achter VfB Weißwasser. Ook in 1930 en 1931 namen ze deel aan de eindronde, maar konden ook nu geen promotie afdwingen. In 1932 en 1933 werd de club in de groepsfase telkens tweede achter SpVgg 1912/15 Guben.  
In 1933 werd de competitie grondig geherstructureerd nadat de NSDAP aan de macht kwam in Duitsland. De talloze regionale competities werden ontbonden en vervangen door de Gauliga. Echter werden de clubs van Neder-Lausitz, in tegenstelling tot de andere clubs van de Zuidoost-Duitse voetbalbond ingedeeld in de Gauliga Berlin-Brandenburg, waarin de concurrentie van de Berlijnse clubs zo sterk was dat geen enkele club uit Forst nog het op hoogste niveau zou spelen. Het is niet meer bekend of de club aan de Bezirksliga (tweede klasse), of Kreisklasse (derde klasse), deelnam. 
Na het einde van de Tweede Wereldoorlog werden alle Duitse clubs ontbonden. De club werd niet meer heropgericht. 